# Luctor et Emergo (molen)
Luctor et Emergo is een korenmolen in Rijkevoort in de Nederlandse provincie Noord-Brabant.
De molen werd in 1901 gebouwd in opdracht van de familie Verbruggen, die reeds een jaar daarvoor een motormalerij in gebruik had genomen. De molen bleef tot 1986 in eigendom van de familie Verbruggen. In dat jaar kocht de toenmalige gemeente Wanroij de molen aan. Bij een gemeentelijke herindeling in 1994 kwam Rijkevoort in de gemeente Boxmeer te liggen waarmee de molen eigendom werd van deze gemeente. Er werden restauraties uitgevoerd in 1972 en 1989.
De roeden van de molen hebben een lengte van circa 24,25 meter en zijn voorzien van het oudhollands hekwerk met zeilen. De molen was vroeger ingericht met drie koppels maalstenen, thans is nog één koppel over. De koningsspil van de molen is erg opvallend door de beschilderingen daarop. Vrijwillige molenaars stellen de molen regelmatig in bedrijf.
In 2016 is de molen na enkele jaren stilstand weer volledig gerestaureerd en kan inmiddels weer malen.